# Ičihara
Ičihara (japonsky 市原市 [Ičihara-ši]) je město v prefektuře Čiba v Japonsku. K roku 2017 v něm žilo přibližně 272 tisíc obyvatel.

## Poloha a doprava
Ičihara leží na poloostrově Bósó jihovýchodně od centra Tokia, od kterého je oddělena Tokijským zálivem. Ze správního hlediska patří do prefektury Čiba v oblasti Kantó.
Na severu hraničí Ičihara s Čibou, na východě s Mobarou, s Nagarou a Čónanem, na jihovýchodě s Ótaki a na západě s Kimicu, Sodegaurou a Kisarazu.
Přes Ičiharu vede železniční trať Soga – Awa-Kamogawa, na které provozuje vlaky Východojaponská železniční společnost.

## Rodáci
- Šoko Mikamiová (* 1981) – fotbalistka

## Partnerská města
- Mobile, Alabama, Spojené státy americké (10. listopad 1993)